# 小桜ほのか
小桜 ほのか（こざくら ほのか、5月6日 - ）は、宝塚歌劇団専科に所属する娘役。
東京都豊島区、日本女子大学附属高等学校出身。身長162cm。血液型O型。愛称は「ほのか」、「あいこ」、「のんちゃん」。

## 来歴
2011年、宝塚音楽学校入学。
2013年、音楽学校卒業後、宝塚歌劇団に99期生として入団。入団時の成績は5番。雪組公演「ベルサイユのばら」で初舞台。
2014年、組まわりを経て星組に配属。
2016年、北翔海莉・妃海風トップコンビ退団公演となる「桜華に舞え」で、新人公演初ヒロイン。
2020年の「シラノ・ド・ベルジュラック」（ドラマシティ公演）で、専科顧問・轟悠の相手役を務め、ヒロイン。当初は東上公演として上演が予定されていたが、新型コロナウイルス感染拡大により、ドラマシティのみでの振替公演となった。
2022年の「ベアタ・ベアトリクス」でバウホール公演初ヒロイン。
2024年の「BIG FISH」（東急シアターオーブ公演）で、詩ちづると東上公演ダブルヒロイン。トップスター・礼真琴の相手役を演じる。
2025年8月11日付で星組から専科へ異動。

## 人物
宝塚初観劇は2006年花組公演「ファントム」。キラキラしたオペラ座の世界と美しい音楽、ヒロインのクリスティーヌに憧れ、娘役を目指すようになる。
学生時代は囲碁部に所属していた。祖父の家にあった碁盤と碁石に憧れて入部し、学校の行き帰りの電車の中でも定石の本を読むなど、囲碁の世界に熱中していた。
憧れの上級生は桜乃彩音と妃海風。

## 主な舞台

### 初舞台
- 2013年4 - 5月、雪組『ベルサイユのばら-フェルゼン編-』（宝塚大劇場のみ）

### 組まわり
- 2013年11 - 2014年2月、雪組『Shall we ダンス?』『CONGRATULATIONS 宝塚!!』

### 星組時代
- 2014年7 - 10月、『The Lost Glory -美しき幻影-』『パッショネイト宝塚!』
- 2014年11 - 12月、『風と共に去りぬ』（全国ツアー） - 令嬢
- 2015年2 - 5月、『黒豹（くろひょう）の如（ごと）く』 - 新人公演：サラ（本役：真衣ひなの）／セブンシーズ（本役：真彩希帆）『Dear DIAMOND!!』
- 2015年6 - 7月、『キャッチ・ミー・イフ・ユー・キャン』（赤坂ACTシアター・ドラマシティ）
- 2015年8 - 11月、『ガイズ&ドールズ』 - 新人公演：ミミ（本役：綺咲愛里）
- 2016年1月、『LOVE & DREAM』（東京国際フォーラム・梅田芸術劇場）
- 2016年3 - 6月、『こうもり』 - フローラ、新人公演：イーダ（本役：綺咲愛里）『THE ENTERTAINER!』
- 2016年8 - 11月、『桜華に舞え』 - 太郎、新人公演：大谷吹優（本役：妃海風）『ロマンス!! (Romance)』 新人公演初ヒロイン[5]
- 2017年1月、『オーム・シャンティ・オーム-恋する輪廻-』（東京国際フォーラム） - プリティ
- 2017年3 - 6月、『THE SCARLET PIMPERNEL（スカーレット ピンパーネル）』 - サリー／民衆、新人公演：マリー・グロショルツ（本役：有沙瞳） 初エトワール
- 2017年7 - 8月、『オーム・シャンティ・オーム-恋する輪廻-』（梅田芸術劇場） - プリティ
- 2017年9 - 12月、『ベルリン、わが愛』 - エヴァ、新人公演：レーニ・リーフェンシュタール（本役：音波みのり）『Bouquet de TAKARAZUKA（ブーケ ド タカラヅカ）』
- 2018年2月、『ドクトル・ジバゴ』（ドラマシティ・TBS赤坂ACTシアター） - アントーニナ・アレクサンドロヴナ・グロメコ（トーニャ）
- 2018年4 - 7月、『ANOTHER WORLD』 - 菊奴、新人公演：初音（本役：有沙瞳）『Killer Rouge（キラー ルージュ）』
- 2019年1 - 3月、『霧深きエルベのほとり』 - エッダ、新人公演：マインラート夫人（本役：白妙なつ）『ESTRELLAS（エストレ―ジャス）〜星たち〜』
- 2019年5月、『アルジェの男』 - アナ・ベル『ESTRELLAS（エストレ―ジャス）〜星たち〜』（全国ツアー）
- 2019年7 - 10月、『GOD OF STARS -食聖-』 - AI、新人公演：タン・ヤン（本役：有沙瞳）『Éclair Brillant（エクレール ブリアン）』
- 2019年11 - 12月、『ロックオペラ モーツァルト』（梅田芸術劇場・東京建物 Brillia HALL） - アロイジア・ウェーバー
- 2020年2 - 3月、『眩耀（げんよう）の谷〜舞い降りた新星〜』 - 瑛琳『Ray-星の光線-』（宝塚大劇場）
- 2020年7 - 9月、『眩耀（げんよう）の谷〜舞い降りた新星〜』 - 瑛琳『Ray-星の光線-』（東京宝塚劇場）
- 2020年12月、『シラノ・ド・ベルジュラック』（ドラマシティ） - ロクサアヌ（マグドレエヌ・ロパン） ヒロイン[7][6]
- 2021年2 - 5月、『ロミオとジュリエット』 エトワール
- 2021年7月、『婆娑羅（ばさら）の玄孫（やしゃご）』（ドラマシティ・プレイハウス） - 麗々
- 2021年9 - 12月、『柳生忍法帖』 - お千絵『モアー・ダンディズム!』[2]
- 2022年2月、『ザ・ジェントル・ライアー〜英国的、紳士と淑女のゲーム〜』（KAAT神奈川芸術劇場） - ガートルード・チルターン[2]
- 2022年4 - 7月、『めぐり会いは再び next generation-真夜中の依頼人（ミッドナイト・ガールフレンド）-』 - ジュディス『Gran Cantante（グラン カンタンテ）!!』
- 2022年9月、『ベアタ・ベアトリクス』（バウホール） - リジー・シダル バウ初ヒロイン[9][10]
- 2022年11 - 2023年2月、『ディミトリ〜曙光に散る、紫の花〜』 - ガンベダオバ『JAGUAR BEAT-ジャガービート-』
- 2023年3 - 4月、『Le Rouge et le Noir〜赤と黒〜』（ドラマシティ・日本青年館） - ヴァルノ夫人
- 2023年6 - 8月、『1789-バスティーユの恋人たち-』 - ソレーヌ・マズリエ
- 2023年10 - 11月、『ME AND MY GIRL』（博多座） - ディーン・マリア公爵夫人
- 2024年1 - 4月、『RRR×TAKA"R"AZUKA〜√Bheem〜（アールアールアール バイ タカラヅカ〜ルートビーム〜）』 - キャサリン『VIOLETOPIA（ヴィオレトピア）』
- 2024年5 - 6月、『BIG FISH（ビッグ・フィッシュ）』（東急シアターオーブ） - サンドラ・ブルーム[11]
- 2024年8 - 12月、『記憶にございません!』 - 山西あかね『Tiara Azul-Destino-（ティアラ・アスール ディスティーノ）』
- 2025年1月、『ANTHEM-アンセム-』（日本武道館）
- 2025年4 - 8月、『阿修羅城の瞳』 - 美惨『エスペラント！』 エトワール

### 専科時代
- 2025年9 - 10月、星組『ダンサ セレナータ／Tiara Azul －Destino－ II』（全国ツアー）

## 出演イベント
- 2014年10月、『演劇人祭 特別篇』[注釈 1]
- 2015年11月、第6回『マグノリアコンサート・ドゥ･タカラヅカ』
- 2015年12月、タカラヅカスペシャル2015『New Century，Next Dream』[注釈 2]
- 2016年7月、『宝塚巴里祭2016』[13]
- 2019年12月、タカラヅカスペシャル2019『Beautiful Harmony』
- 2021年11月、愛月ひかるディナーショー『All for LOVE』[14]

## 受賞歴
- 2023年、『宝塚歌劇団年度賞』 - 2022年度アーティスト賞[15]